# Illes de Sobrevent
|  | Aquest article tracta sobre les illes del Carib. Vegeu-ne altres significats a «Illes de Sobrevent (desambiguació)». |

Les Illes de Sobrevent del Mar Carib són les illes que hi ha al sud de les Petites Antilles.

## Nom i geografia
Les Illes de Sobrevent s'anomenen així perquè estan situades més a sobrevent respecte als vaixells que arribaven a Amèrica que les Illes de Sotavent, sabent que els vents alisis a les Índies Occidentals Britàniques bufen d'est a oest. Els corrents i vents trans-Atlàntics que ofereixen la ruta més ràpida a través de l'oceà portaven aquests vaixells a la línia divisòria aproximada entre les illes de Sobrevent i les illes de Sotavent. Els vaixells que es dedicaven al comerç d'esclaus que sortien de la Costa d'Or africana i del golf de Guinea es trobaven inicialment les illes del sud-est de les Petites Antilles en la seva direcció oest-nord-oest, rumb al seu destí final al Carib, Amèrica del Nord i Amèrica Central.
Les Illes de Sobrevent de les Antilles són:
- Martinica (Regió d'ultramar de França)
- Saint Lucia
- Saint Vincent
- Grenadines
- Grenada
- Dominica

## Colònia britànica de les Illes de Sobrevent
En 1833 les Illes de Sobrevent es van convertir en una unió formal anomenada Colònia de les Illes de Sobrevent incloent Barbados, Grenada, St. Vincent i Tobago, i en 1838 s'hi afeggiren Trinitat i Saint Lucia, i la deixaren Trinitat en 1840, Barbados en 1885 i Tobago en 1889, aquesta darrera per formar una unitat amb Trinitat. En 1958, les illes van formar la Federació de les Índies Occidentals.

## Terminologia
Aquest nom es refereix a diverses illes en funció de l'idioma, ja que per exemple en anglès es refereixen a un grup d'illes i en altres idiomes aquest nom fa referència a un altre grup d'illes.
| Idiomes        | Illes de Sobrevent (Windward Islands) | Illes de Sotavent (Leeward Islands) |
| -------------- | ------------------------------------- | ----------------------------------- |
| Anglès         | Illes de Sobrevent en anglès          | Illes de Sotavent en anglès         |
| Altres idiomes | Illes de Sobrevent en altres idiomes  | Illes de Sotavent en altres idiomes |